# Анвил Амбурвил
Анвил Амбурвил (фр. Anneville-Ambourville) насеље је и општина у северној Француској у региону Горња Нормандија, у департману Приморска Сена која припада префектури Руан.
По подацима из 2011. године у општини је живело 1.213 становника, а густина насељености је износила 59,67 становника/km². Општина се простире на површини од 20,33 km². Налази се на средњој надморској висини од 15 метара (максималној 44 m, а минималној 1 m).

## Демографија
| 1962. | 1968. | 1975. | 1982. | 1990. | 1999. | 2011. |
| ----- | ----- | ----- | ----- | ----- | ----- | ----- |
| 539   | 579   | 765   | 832   | 986   | 946   | 1.213 |

График промене броја становника у току последњих година